# Seiligerův cyklus
Seiligerův cyklus nebo Seiligerův oběh je ideální tepelný oběh sestávající z vratných změn.
Seiligerův cyklus popisuje práci stroje, kde přívod tepla probíhá smíšeně při poloze pístu v horní úvrati i během expanze a odvod tepla se uskutečňuje ve velmi krátkém čase - bez změny pohybu pístu. Seiligerův cyklus představuje kombinaci Ottova a Dieselova cyklu, které jsou jeho limitními stavy. Jako takový jej lze použít pro oba typy spalovacích motorů při vhodném poměru jeho parametrů.

## Diagram Seiligerova cyklu

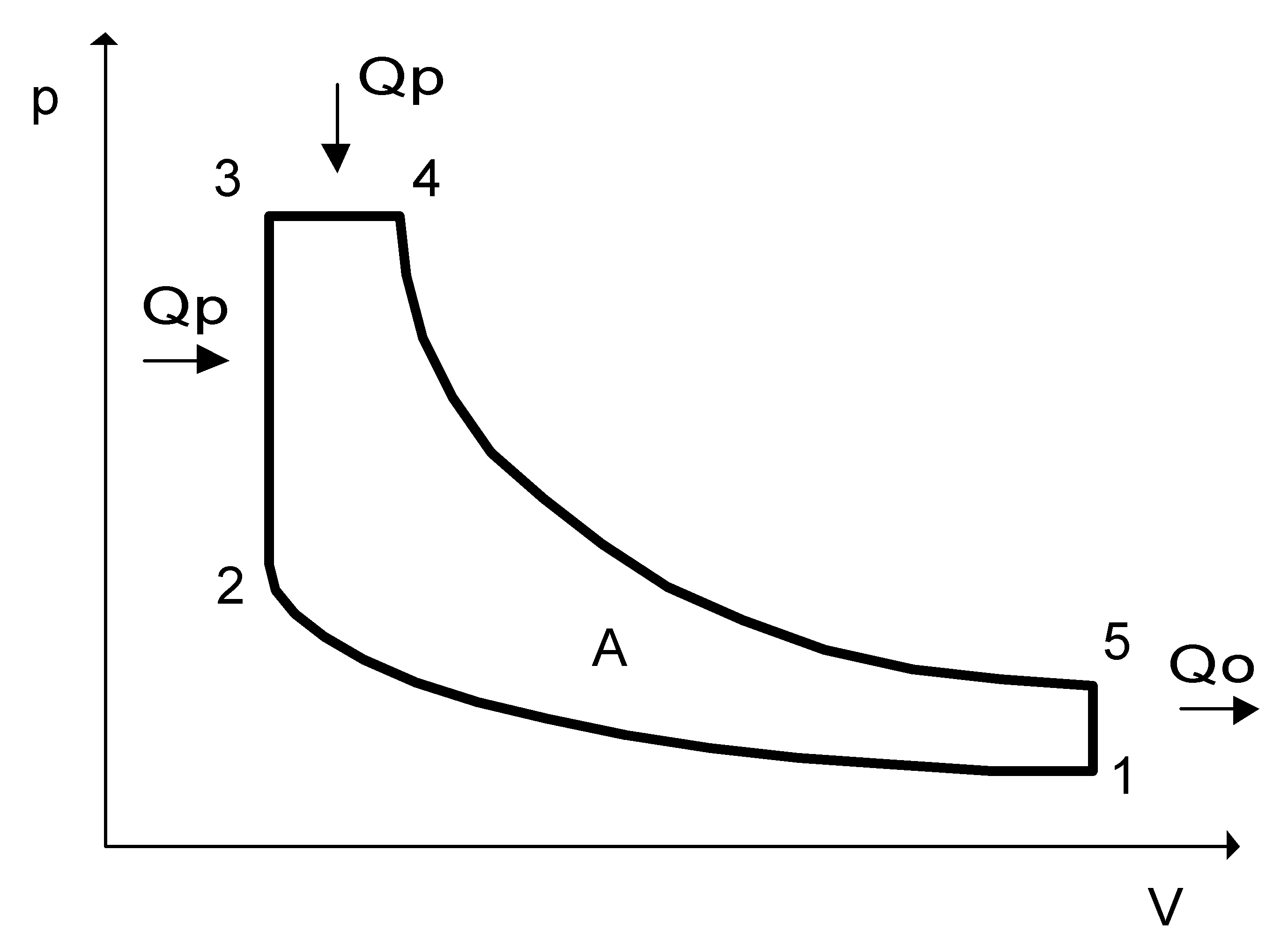
Znázornění Seiligerova cyklu v pV diagramu.

Jednotlivé fáze Seiligerova cyklu znázorňuje diagram vyjadřující závislost tlaku od objemu (pV diagram). Zanesením všech pěti fází cyklu do jednoho diagramu získáme oblast ohraničenou dvěma adiabatami, dvěma izochorami a jednou izobarou. Obsah této oblasti odpovídá práci vykonané strojem
{\displaystyle A\equiv Q_{p}-Q_{o}}
- křivka mezi body 1 a 2 – adiabatická komprese
- křivka mezi body 2 a 3 – izochorický přívod tepla
- křivka mezi body 3 a 4 – izobarický přívod tepla
- křivka mezi body 4 a 5 – adiabatická expanze
- křivka mezi body 5 a 1 – izochorický odvod tepla

## Účinnost Seiligerova cyklu
Účinnost Seiligerova cyklu závisí pouze na:
- kompresním poměru, tj. poměru objemu ve stavu 1,5 k objemu ve stavu 2,3 (ε)
- exponentu adiabaty – Poissonově konstantě (k)
- množství izobarickém přivedeného tepla, tj. poměru objemu ve stavu 4 k objemu ve stavu 2,3 (ρ)
- množství izochoricky přivedeného tepla, tj. poměru tlaku ve stavu 3,4 k tlaku ve stavu 2 (λp)

{\displaystyle \eta =1-{\frac {1}{\epsilon ^{k-1}}}.{\frac {\lambda _{p}.\rho ^{k}-1}{\lambda _{p}-1+k.\lambda _{p}.(\rho -1)}}}